# NGC 4583
NGC 4583 (również PGC 42198) – galaktyka soczewkowata (SB0-a), znajdująca się w gwiazdozbiorze Psów Gończych. Odkrył ją William Herschel 2 stycznia 1786 roku. Jest to galaktyka z aktywnym jądrem typu LINER.